# فروشگاه تک‌شاخ
فروشگاه تک‌شاخ (به انگلیسی: Unicorn Store)، یک فیلم در ژانر کمدی به کارگردانی بری لارسون و محصول سال ۲۰۱۷ ایالات متحده آمریکا است. فیلم‌نامه این فیلم توسط سامانتا مک‌اینتایر نوشته شده‌است. لارسون علاوه بر کارگردانی، یکی از تهیه‌کنندگان فیلم نیز هست و بازی در نقش اول را نیز خودش برعهده دارد. از دیگر بازیگران فیلم می‌توان به ساموئل ال. جکسون، جون کیوسک، برادلی وایتفورد و همیش لینکلیتر اشاره کرد.
فیلم به‌طور کامل در لس آنجلس و در مدت زمان تنها یک ماه جلوی دوربین رفت. فروشگاه تک‌شاخ نخستین بار در جشنواره بین‌المللی فیلم تورنتو ۲۰۱۷ به روی پرده رفت. فیلم نقدهای متوسطی از سوی منتقدان دریافت کرد. بحث دربارهٔ اکران فیلم به خاطر دلایل مختلف مالی نزدیک به دو سال طول کشید. سرانجام در اوایل سال ۲۰۱۹ اعلام شد که نت‌فلیکس حق پخش فیلم را خریداری کرده‌است. فروشگاه تک‌شاخ در تاریخ ۵ آوریل ۲۰۱۹ توسط این کمپانی منتشر شد.

## داستان
زنی به نام کیت، کارت مرموزی را دریافت می‌کند، اما همین کارت مرموز می‌تواند رویای کودکی او را محقق کند.